# Granville Lake
Granville Lake är en sjö i Kanada.   Den ligger i provinsen Manitoba, i den centrala delen av landet, 2 100 km nordväst om huvudstaden Ottawa. Granville Lake ligger 258 meter över havet.
Trakten runt Granville Lake är nära nog obefolkad, med mindre än två invånare per kvadratkilometer.